# Leucorchestris
Leucorchestris là một chi nhện trong họ Sparassidae.